# Lasbū Maḩalleh
Lasbū Maḩalleh (persiska: لسبو محله) är en ort i Iran.   Den ligger i provinsen Gilan, i den norra delen av landet, 180 km nordväst om huvudstaden Teheran. Antalet invånare är 256.
Terrängen runt Lasbū Maḩalleh är platt åt nordost, men åt sydväst är den kuperad. Runt Lasbū Maḩalleh är det ganska tätbefolkat, med 134 invånare per kvadratkilometer. Närmaste större samhälle är Langarud, 18,8 km nordväst om Lasbū Maḩalleh. Trakten runt Lasbū Maḩalleh består till största delen av jordbruksmark.